# Нідергюніген
Нідергюніген (нім. Niederhünigen) — громада  в Швейцарії в кантоні Берн, адміністративний округ Берн-Міттельланд.

## Географія
Громада розташована на відстані близько 17 км на південний схід від Берна.
Нідергюніген має площу 5,4 км², з яких на 6,5% дозволяється будівництво (житлове та будівництво доріг), 51,3% використовуються в сільськогосподарських цілях, 42,2% зайнято лісами, 0% не є продуктивними (річки, льодовики або гори).

## Демографія
2019 року в громаді мешкало 656 осіб (+1,5% порівняно з 2010 роком), іноземців було 1,8%. Густота населення становила 121 осіб/км².
За віковим діапазоном населення розподілялося таким чином: 21,8% — особи молодші 20 років, 63,9% — особи у віці 20—64 років, 14,3% — особи у віці 65 років та старші. Було 282 помешкань (у середньому 2,3 особи в помешканні).
Із загальної кількості 124 працюючих 49 було зайнятих в первинному секторі, 42 — в обробній промисловості, 33 — в галузі послуг.